# Кук, Иан
Иан Кук (англ. Ian Cooke, 6 марта 1952) — австралийский хоккеист (хоккей на траве), полевой игрок. Серебряный призёр летних Олимпийских игр 1976 года.

## Биография
Дэвид Белл родился 6 марта 1952 года.
Играл в хоккей на траве за «Глебе».
В 1976 году вошёл в состав сборной Австралии по хоккею на траве на Олимпийских играх в Монреале и завоевал серебряную медаль. Играл в поле, провёл 4 матча, забил 1 мяч в ворота сборной Аргентины.
Играл за сборную Австралии в 1974—1981 годах.